# Анна Станкович
Анна Станкович (угор. Anna Sztankovics, 10 січня 1996) — угорська плавчиня.
Призерка юнацьких Олімпійських Ігор 2014 року, учасниця Ігор 2012, 2016 років.